# Xu Jun
Xu Jun (en xinès 徐俊, en Pinyin: Xú Jùn; nascut el 17 de setembre de 1962 a Suzhou, Jiangsu) és un jugador d'escacs xinès, que té el títol de Gran Mestre des de 1994, quan va esdevenir el quart GM de la Xina.
A la llista d'Elo de la FIDE del juny de 2020, hi tenia un Elo de 2477 punts, cosa que en feia el jugador número 40 (en actiu) de la Xina. El seu màxim Elo va ser de 2684 punts, a la llista de juliol de 2000 (posició 25 al rànquing mundial).

## Resultats destacats en competició
Es va proclamar campió de la Xina el 1983 i el 1985. El 1987 guanyà el torneig Zonal 3.3, el 1998 guanyà l'obert de la Xina, i els anys 2000 i 2001 es proclamà campió de l'Àsia.
Ha participat amb l'equip xinès a les olimpíades d'escacs; fou membre de l'equip xinès que acabà 5è a l'olimpíada d'escacs de 2002 i fou cinc cops guanyador del Campionat de l'Àsia per equips.
A finals de 2005, va participar en la Copa del món de 2005 a Khanti-Mansisk, un torneig classificatori per al cicle del Campionat del món de 2007, on va tenir una bona actuació, i fou eliminat en tercera ronda per Ruslan Ponomariov.